# لو كوستيلو
لو كوستيلو (بالإنجليزية: Lou Costello)‏ مواليد 6 مارس 1906 في باترسون، الولايات المتحدة - الوفاة 3 مارس 1959 في لوس أنجلوس، هو ممثل وكوميدي أمريكي بدأ مسيرته الفنية سنة 1926. امتدت مسيرته الفنية لأكثر من 33 عاما. شكل ثنائياً باسم أبوت وكوستيلو مع باد أبوت، وظهرا في أكثر من فيلم، منها: أبوت وكوستيلو في الفيلق الخارجية (1950).

## روابط خارجية
- لو كوستيلو على موقع IMDb (الإنجليزية)
- لو كوستيلو على موقع الموسوعة البريطانية (الإنجليزية)
- لو كوستيلو على موقع روتن توميتوز (الإنجليزية)
- لو كوستيلو على موقع ألو سيني (الفرنسية)
- لو كوستيلو على موقع ميوزك برينز (الإنجليزية)
- لو كوستيلو على موقع تيرنر كلاسيك موفيز (الإنجليزية)
- لو كوستيلو على موقع أول موفي (الإنجليزية)
- لو كوستيلو على موقع قاعدة بيانات برودواي على الإنترنت (الإنجليزية)
- لو كوستيلو على موقع قاعدة بيانات برودواي على الإنترنت (الإنجليزية)
- لو كوستيلو على موقع قاعدة بيانات الأفلام السويدية (السويدية)